# Sciomesa
Sciomesa là một chi bướm đêm thuộc họ Noctuidae.

## Loài
- Sciomesa argocyma Fletcher, 1961
- Sciomesa betschi Viette, 1967
- Sciomesa biluma Nye, 1959
- Sciomesa constantini Laporte, 1984
- Sciomesa cyclophora Fletcher, 1961
- Sciomesa etchecopari Laporte, 1975
- Sciomesa janthina Viette, 1959
- Sciomesa jemjemensis Laporte, 1984
- Sciomesa mesophaea (Hampson, 1910)
- Sciomesa mesoscia (Hampson, 1918)
- Sciomesa mirifica Laporte, 1984
- Sciomesa nyei Fletcher, 1961
- Sciomesa oberthueri Viette, 1967
- Sciomesa ochroneura Fletcher, 1963
- Sciomesa piscator Fletcher, 1961
- Sciomesa renibifida Berio, 1973
- Sciomesa scotochroa (Hampson, 1914)
- Sciomesa secata Berio, 1977
- Sciomesa sjoestedti (Aurivillius, 1925)
- Sciomesa venata Fletcher, 1961